# Ronnie Hazlehurst
Ronald "Ronnie" Hazlehurst (né le 13 mars 1928 à Dukinfield, mort le 1er octobre 2007 à Saint-Martin (Guernesey)) est un compositeur et chef d'orchestre anglais.

## Biographie
Ronnie Hazlehurst est le fils d'un cheminot et d'une professeur de piano. Il quitte l'école à 14 ans et devient commis dans une filature de coton. De 1947 à 1949, il fait son service militaire comme musicien dans les 4th/7th Royal Dragoon Guards.
Pendant son temps libre, il monte un groupe et devient un musicien professionnel. Le groupe est engagé pour le BBC Light Programme mais Hazlehurst refuse de participer. Il vient à Manchester puis trouve une place dans un nightclub de Londres. Il travaille un an, en 1955, pour Granada Productions puis, après avoir démissionné, gagne sa vie dans les marchés de Watford.
Hazlehurst entre à la BBC en 1961 en tant qu'arrangeur ; il signe la musique de scène de The Likely Lads, The Liver Birds et It's a Knockout. En 1968, il devient le directeur musical des divertissements et compose le génériques de nombreuses séries : Are You Being Served?, Some Mothers Do 'Ave 'Em, Last of the Summer Wine, The Fall and Rise of Reginald Perrin, To the Manor Born, Yes Minister, Yes, Prime Minister, Three Up, Two Down. Il fait aussi les arrangements pour ceux de Butterflies, Sorry! et Only Fools and Horses. Par ailleurs, il compose pour les sketchs de The Two Ronnies, les jeux Blankety Blank, Odd One Out et The Generation Game. Il compose la musique de la BBC à l'occasion des Jeux olympiques d'été de 1976. Il quitte la BBC au cours des années 1990.
Hazlehurst est aussi connu pour sa participation au Concours Eurovision de la chanson. Il est le directeur musical de l'événement quand le Royaume-Uni l'accueille en 1974, en 1977 et en 1982. Il dirige l'orchestre pour le Royaume-Uni en 1977, en 1982, en 1987, en 1988, en 1989, en 1991 et en 1992. En 1977, il dirige aussi l'orchestre pour l'Allemagne. Cette année-là, pour le Royaume-Uni, il se présente avec un chapeau melon et dirige avec un parapluie fermé à la place d'une baguette.
Vers 1997, il déménage de Hendon pour vivre à Guernesey. Il continue à faire de la musique jusqu'à son pontage aorto-coronarien en octobre 2006. Le 27 septembre 2007, il fait un AVC et est amené inconscient à l'hôpital de Saint-Martin, où il meurt le 1er octobre.

## Source de la traduction
- (de) Cet article est partiellement ou en totalité issu de l’article de Wikipédia en allemand intitulé « Ronnie Hazlehurst » (voir la liste des auteurs).